# Faraone romano

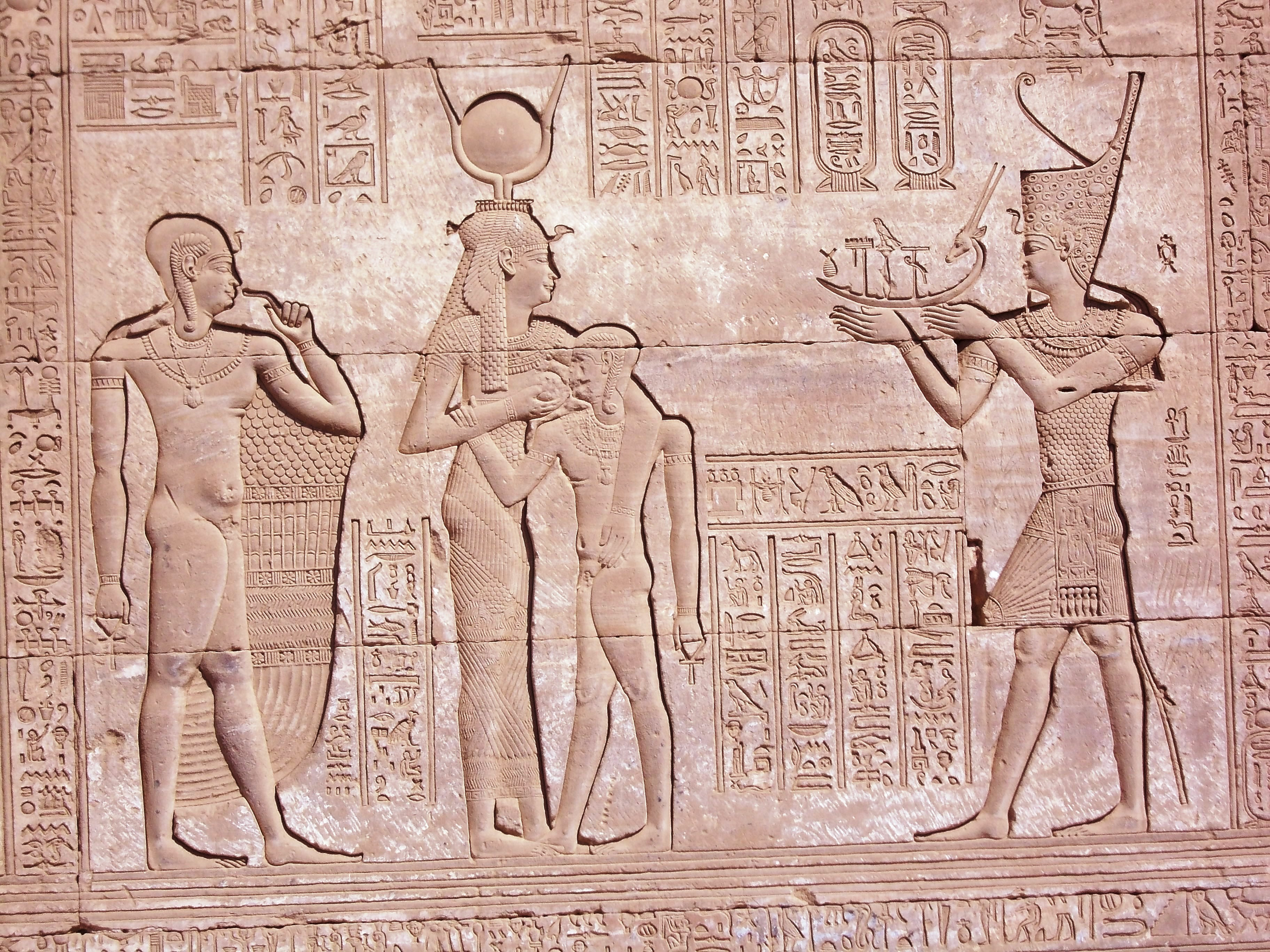
Rilievo egiziano a Dendera raffigurante l'imperatore Traiano (a destra, regnò dal 98-117 d.C.) in completo abito faraonico, sacrificando beni alla dea Hathor e suo figlio Ihy

Faraoni romani (raramente identificati come trentaquattresima dinastia d'Egitto) è il termine talvolta usato per indicare gli imperatori romani nella loro qualità di sovrani dell'antico Egitto, soprattutto in egittologia.
Dopo che l'Egitto fu incorporato nell'Impero romano nel 30 a.C., il popolo e soprattutto il sacerdozio continuarono a riconoscere gli imperatori romani come faraoni, uniformandoli all'immagine tradizionale dei suddetti e raffigurandoli con abiti tradizionali faraonici, impegnati nelle usuali attività, nelle opere d'arte e dei templi di tutti l'Egitto.

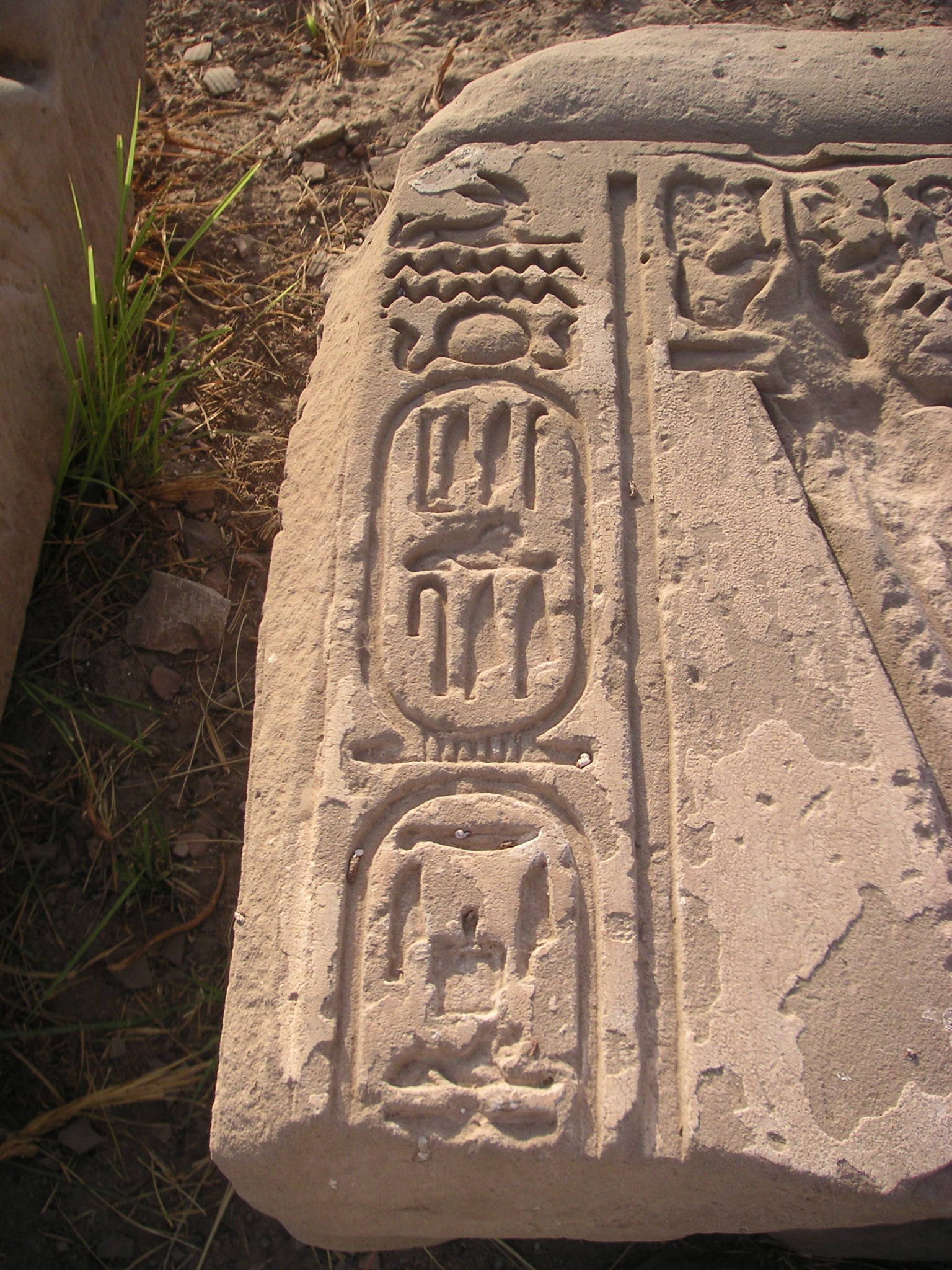
Cartigli dell'imperatore Tiberio (regnò dal 14 al 37 d.C.)

Nonostante l'Egitto e il suo popolo considerasse l'imperatore romano come legittimo faraone, e legittimi successori i suoi discendenti, lo stesso riconoscimento non fu corrisposto dai romani: gli imperatori stessi non adottarono mai alcun titolo o tradizione del faraone al di fuori dell'Egitto, in quanto sarebbero stati difficili da giustificare nel mondo romano generale. Alla maggior parte degli imperatori importava poco dello status loro accordato dagli egiziani, con gli imperatori che raramente visitavano la provincia più di una volta nella vita. Il loro ruolo di re-dio è stato riconosciuto ufficialmente esclusivamente dagli stessi egiziani rispetto al restante impero. Questo era in netto contrasto con la precedente Dinastia tolemaica, che aveva trascorso la maggior parte della loro vita in Egitto, governando da Alessandria. Anche i faraoni prima dell'incorporazione dell'Egitto nell'Impero achemenide nel tardo periodo avevano governato il paese dall'interno dell'Egitto. Tuttavia, l'Egitto romano era governato in modo diverso dalle altre province romane, con gli imperatori che sceglievano i governatori per la regione e spesso veniva governata come se fosse un possesso personale più che una provincia.
Nonostante non tutti gli imperatori romani fossero riconosciuti come faraoni, la religione egiziana richiedeva la presenza di un faraone che fungesse da intermediario tra l'umanità e gli dei. Vedere i romani come faraoni si dimostrò la soluzione più semplice, come era già stato fatto per i persiani secoli prima (costituendo la ventisettesima e trentunesima dinastia).
Sebbene l'Egitto abbia continuato a far parte dell'Impero Romano fino alla conquista per mano del Califfato Rashidun nel 641 d.C., l'ultimo imperatore romano a cui fu conferito il titolo di faraone fu Massimino Daia (il cui regno durò dal 311 al 313 d.C.). In questo preciso periodo storico, la visione dei romani come faraoni era già in declino da tempo, a causa del fatto che l'Egitto si trovava agli estremi dell'Impero romano (in contrasto con la tradizionale visione faraonica dell'Egitto come centro del mondo). La diffusione del Cristianesimo attraverso tutto l'impero nel IV secolo e la trasformazione della capitale egiziana Alessandria in un importante centro cristiano posero definitivamente fine alla tradizione, poiché la nuova religione era incompatibile con le tradizionali implicazioni dell'essere faraone.

## Storia
Cleopatra VII ebbe delle relazioni con il generale romano Giulio Cesare e il generale romano Marco Antonio, ma fu solo dopo il suo suicidio, nel 30 a.C. (dopo che Marco Antonio fu sconfitto da Ottaviano, che in seguito sarebbe stato l'imperatore Augusto Cesare) che l'Egitto divenne una provincia della Repubblica di Roma. 
I successivi imperatori romani ricevettero il titolo di faraone, anche se si trattava di un titolo che gli apparteneva esclusivamente durante la loro permanenza in Egitto e, inoltre, non tutti gli imperatori romani furono riconosciuti come faraoni. Per quanto Ottaviano tenesse a non prendere il titolo di faraone, quando conquistò l'Egitto, sarebbe stato difficile da giustificare al vastissimo impero, soprattutto considerando la propaganda che si era diffusa in seguito al comportamento "esotico" di Cleopatra e Antonio. Tuttavia era considerato dal popolo egiziano il faraone successivo a Cleopatra e Cesare. Infatti furono rinvenute raffigurazioni di Ottaviano, ora chiamato Augusto, nei tradizionali abiti faraonici (che indossa diverse corone e il tradizionale gonnellino) e mentre sacrifica beni a varie divinità egizie furono realizzate già intorno al 15 a.C. e sono presenti nel Tempio di Dendur, costruito da Gaio Petronio, il Governatore romano d'Egitto. Anche prima, Augusto aveva ricevuto titoli reali nella versione egizia di una stele del 29 a.C. realizzata da Cornelio Gallo, nonostante i titoli reali non fossero presenti nelle versioni latina o in lingua greca dello stesso testo. 

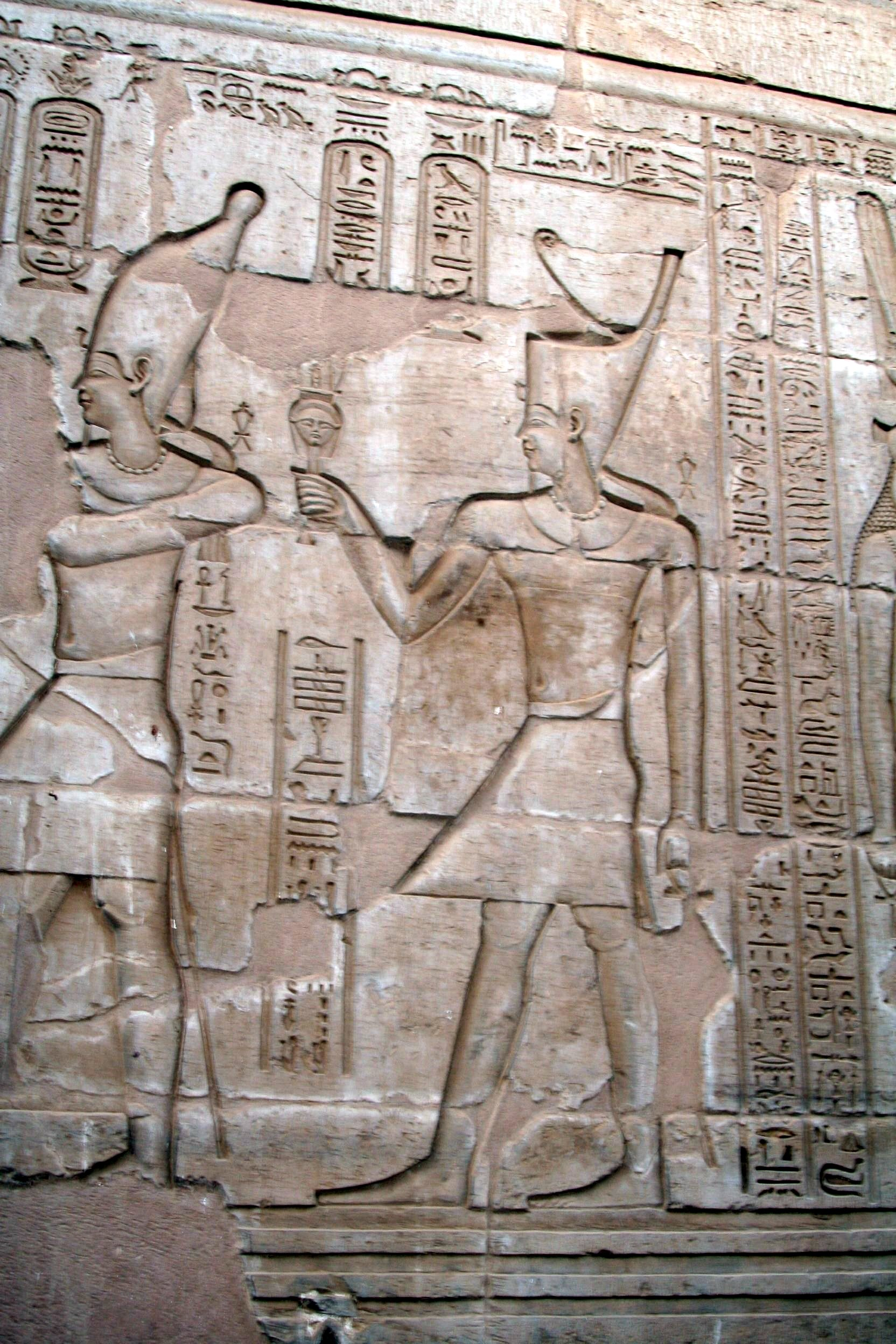
L'imperatore Caracalla (regnò dal 211 al 217 d.C.) raffigurato come un faraone nel Tempio di Kom Ombo

A differenza dei precedenti faraoni tolemaici e dei faraoni di dinastie non romane precedenti, come anticipato, gli imperatori romani erano raramente presenti fisicamente in territorio egiziano. Per questa ragione, il ruolo tradizionale del faraone, nonché l'incarnazione vivente degli dei e dell'ordine cosmico, era difficile da giustificare. La prolungata assenza dell'Imperatore che di rado presenziava in provincia più di una volta nella vita, andava in netto contrasto con la vera autorità della figura dei faraoni precedenti, i quali avevano trascorso la maggior parte della loro vita in Egitto. 
Nonostante la prolungata assenza da parte di un'autorità di stato romano, l'Egitto era a tutti gli effetti una regione estremamente importante per l'impero poiché disponeva di un terreno molto fertile ed era fra le più prospere del Mediterraneo. 
L'Egitto era governato in modo divergente dalle altre province: gli imperatori lo consideravano più come un personale possedimento che come una vera provincia, scegliendo i governatori e amministrandolo senza l'interferenza del Senato Romano. Nessun senatore è mai stato nominato governatore d'Egitto e mai gli fu concesso di visitare la provincia senza un permesso esplicito. 
Vespasiano fu il primo imperatore dopo Augusto a emergere in Egitto.  Al suo arrivo ad Alessandria fu acclamato come faraone, ricordando l'accoglienza di Alessandro Magno presso l'Oracolo di Zeus-Ammon dell'Oasi di Siwa, Vespasiano fu proclamato figlio della divinità-creatrice Amon (Zeus-Ammon), nello stile degli antichi faraoni, e incarnazione di Serapide da parte dei Tolomei. Come la richiesta tradizionale faraonica richiedeva, Vespasiano fu capace assumere e farsi riconoscere il ruolo di divinità tramite i metodi tradizionali, consistenti nello sputare e calpestare un uomo cieco e storpio, guarendolo miracolosamente.  (Questa tradizione egiziana sulla guarigione, è legata alla guarigione dell'uomo cieco dalla nascita, uno dei miracoli di Gesù di Nazareth.)
Per gli antichi egizi, la religione richiedeva che ci fosse un faraone che fungesse da intermediario tra il popolo e gli dei. Gli imperatori quindi continuarono ad essere considerati faraoni poiché questa si rivelò la soluzione più semplice, a prescindere dalla situazione politica dell'epoca. Similarmente a come l'Egitto aveva considerato i persiani o i greci prima dei romani. La natura ultraterrena attribuita anche ai "faraoni romani", assicurava che i sacerdoti d'Egitto potessero dimostrare la loro lealtà sia alle loro tradizioni che al nuovo sovrano straniero. Gli stessi imperatori romani tendevano ad ignorare questo status affidatogli dagli egiziani; in latino e in greco i loro titoli continuarono ad essere solo romani (Imperator in latino e Autokrator in greco) e il loro ruolo di re-dio fu riconosciuto solo internamente alle terre egiziane.
A mana a mano che il Cristianesimo divenne sempre più riconosciuto all'interno dell'impero, al punto di diventare la religione di stato, gli imperatori trovarono difficile accettare le tradizionali implicazioni dell'essere faraone (una posizione saldamente radicata nella religione egiziana) e, all'inizio del IV secolo, la stessa Alessandria, capitale dell'Egitto fin dai tempi di Alessandro Magno, divenne un importante centro e fulcro della religione cristiana. A questo punto, la visione dei romani nella loro autorità di faraoni era già alquanto diminuita. L'Egitto si trovava alla periferia dell'Impero Romano e, quindi, il suo ruolo era molto diverso da quello tradizionale che lo vedeva come al centro del mondo. Ciò era evidente nelle nominazioni faraoniche imperiali, nonostante ai primi imperatori fossero stati conferiti titoli elaborati simili a quelli dei Tolomei e dei faraoni nativi prima di loro, gli imperatori da Commodo (che regnò dal 180 al 192 d.C.) in poi ricevevano solitamente solo un nomen, sebbene ancora scritto all'interno di un cartiglio (come tutti i nomi faraonici erano). Gli imperatori romani continuarono ad esercitare il loro ruolo per secoli, fino alla caduta di Costantinopoli nel 1453 d.C., e l'Egitto continuò a far parte dell'impero fino al 641 d.C.. L'ultimo imperatore romano a cui fu conferito il titolo di faraone fu Massimino Daia (che regnò dal 311 al 313 d.C.). 
Nonostante le dinamiche relazioni dinastiche viste susseguirsi (furono infatti almeno quattro le distinte dinastie di imperatori romani tra Augusto e Massimino Daia), il periodo di dominio romano sull'Egitto nella sua interezza viene indicato come la Trentaquattresima Dinastia. Alcuni studiosi copti del XIX secolo, come Mikhail Sharubim e Rifa'a al-Tahtawi, divisero gli imperatori romani in due dinastie: una trentaquattresima dinastia per imperatori pagani e una seguente trentacinquesima dinastia che comprendeva imperatori cristiani da Teodosio I alla Conquista islamica dell'Egitto nel 641 d.C. 
Tuttavia nessun Imperatore romano cristiano è mai stato chiamato faraone dalla popolazione dell'antico Egitto.

## Elenco degli imperatori riconosciuti come faraoni
L'elenco di tutti gli imperatori (la lista è incompleta), che è coerente con la titolatura reale dei periodi precedenti, è stata presa da Beckerath (1999). [9]

### Dinastia Giulio-Claudia (30 a.C.–68 d.C.)
| Nome e regno                          | Commenti | Nome di Horus | Horus d'oro | Prenome                                                                                  | Autokrator                                                                                     | Nomen/Kaisaros                                                     |
| ------------------------------------- | --- | --- | ----------- | ---------------------------------------------------------------------------------------- | ---------------------------------------------------------------------------------------------- | ------------------------------------------------------------------ |
| Augusto 30 aC-14 dC (44 anni)         | L'Egitto fu inglobato da Augusto nella Repubblica Romana nel 30 a.C. dopo la morte di Cleopatra e Tolomeo XV . Nel 27 a.C. Augusto divenne il primo imperatore romano. | Hor-Tjema wer pehty hunu bener merut heqa heqau setep en Ptah Nenu it netjeru "Colui dalle braccia robuste con grande forza, il giovane colmo d'amore, capo dei capi, scelto da Ptah e Nun, il padre degli dei"             | –           | Heqa heqau setep en Ptah "Sovrano dei governanti, scelto da Ptah"                        | Autokrator Imperatore                                                                          | Kaisaros Cesare                                                    |
| Tiberio 14-37 d.C. (22 anni)          | Figlio adottivo di Augusto. | Hor-Tjemaa wer pehty hunu nefer bener merut heqa heqau setep en Ptah nenu it netjeru "Colui dalle braccia robuste ricche di forza, il giovane perfetto e popolare, capo dei capi, scelto da Ptah e Nun, il padre degli dei" | –           | –                                                                                        | –                                                                                              | Tyberys Tiberio                                                    |
| Caligola 37-41 d.C. (3 anni, 10 mesi) | Figlio di Germanico, il figlio adottivo di Tiberio. | Hor-Kanakht iakhw setut Ra Iah "Il toro forte, la luce del sole e i raggi della luna" | –           | –                                                                                        | Autokrator heqa heqau mery Ptah Aset "Imperatore e sovrano dei sovrani, amato da Ptah e Iside" | Kyseres Kernykes ankh djet "Cesare Germanico, che vive per sempre" |
| Claudio 41-54 d.C. (13 anni, 8 mesi)  | zio di Caligola. | Hor-Kanakht djed iakh shu (em) Akheti "Il toro forte della luna stabile all'orizzonte" (? ) | –           | –                                                                                        | Autokrator heqa heqau mery Aset Ptah "Imperatore e sovrano dei sovrani, amato da Iside e Ptah" | Tiberios Klaudios Tiberio Claudio                                  |
| Nerone 54-68 d.C. (13 anni, 8 mesi)   | Figlio adottivo di Claudio. | Hor-Tjemaa hui khasut, wer nakhtu Baqet, heqa heqau, setep en Nenu meur "Colui dalle braccia robuste che ha colpito le terre straniere, vittorioso per l'Egitto, capo dei capi, scelto da Nun che lo ama"                   | –           | Heqa heqau setep en Ptah mery Aset "Sovrano dei sovrani, scelto da Ptah, amato da Iside" | Autokrator Neron Imperatore Nerone                                                             | Nerone Nero                                                        |

| Galba 68-69 dC (7 mesi) | Imperatore romano non dinastico, prese il potere dopo il suicidio di Nerone. | – | – | – | Autokrator Servios Galbas Imperatore Servio Galba | –                         |
| Otho 69 dC (3 mesi) | Imperatore romano non dinastico, nominato dalla guardia pretoriana.          | – | – | – | –                                                 | Markos Othon Marco Ottone |
| L'imperatore romano Vitellio, che regnò per otto mesi tra Ottone e Vespasiano, non riceve alcun titolo faraonico nelle fonti egiziane conosciute. |                                                                              |   |   |   |                                                   |                           |

### Dinastia Flavia (69-96 d.C.)
| Nome e regno                           | Commenti                                                     | Nome di Horus                                                                           | Horus d'oro                                                            | Prenome                                                                     | Autokrator                                         | Nomen/Kaisaros                                                    |
| -------------------------------------- | ------------------------------------------------------------ | --------------------------------------------------------------------------------------- | ---------------------------------------------------------------------- | --------------------------------------------------------------------------- | -------------------------------------------------- | ----------------------------------------------------------------- |
| Vespasiano 69-79 d.C. (9 anni, 6 mesi) | Prese il potere dell'Impero Romano con le legioni orientali. | –                                                                                       | –                                                                      | –                                                                           | –                                                  | Vespasiano                                                        |
| Tito 79-81 d.C. (2 anni, 2 mesi)       | Figlio di Vespasiano.                                        | Hor-Hunu nefer bener merut "La giocinezza perfetta e popolare"                          | –                                                                      | –                                                                           | Autokrator Titos Kaisaros L'imperatore Tito Cesare | Titos Tito                                                        |
| Domiziano 81-96 d.C. (15 anni)         | Figlio di Vespasiano.                                        | Hor-Hunu nekhet itj em sekhemef "Il potente giovane, il suo potere sarà più forte" (? ) | Rendimento degli utenti Aa nakhtu "Ricco di anni e grande di vittorie" | Hor sa Aset mery netjeru nebu "Horus, figlio di Iside, amato dagli dei" (?) | –                                                  | Dominitianos Sebastos Kaisaros "Il Venerabile Dominiziano Cesare" |

### Dinastia Nerva-Antonine (96-192 d.C.)
| Nerva 96-98 dC (1 anno, 4 mesi) | Nominato dal Senato Romano.                                                                   | –                       | – | – | –                                                                                            | Nervas netikhu <br /> Nerva Augusto                                                  |
| Traiano 98-117 d.C. (19 anni, 6 mesi) | Figlio adottivo di Nerva. Sotto Traiano, l'Impero Romano raggiunse la sua massima estensione. | –                       | – | – | Autokrator Kaisaros Nerouas <br /> Imperatore Cesare Nerva                                   | Germanikos Dakikos ankh djet <br /> "Germanicus Dacian, che vive per sempre"         |
| Adriano 117-138 d.C. (20 anni, 10 mesi) | Figlio adottivo di Traiano.                                                                   | –                       | – | – | –                                                                                            | Adriano Kaisaros <br /> Adriano Cesare                                               |
| Antonino Pio 138-161 d.C. (22 anni, 6 mesi) | Figlio adottivo di Adriano.                                                                   | incompleto Hor-Nefer. . | – | – | Autokrator Kaisaros Titos Ailitos Adrianos <br /> L'imperatore Cesare Tito Elio Adriano      | Antoninos netikhu ankh djet <br /> "Antonino Augusto, vivente per sempre"            |
| Lucio Vero 161-169 dC (8 anni) | Figlio adottivo di Antonino Pio, co-reggente con Marco Aurelio.                               | –                       | – | – | –                                                                                            | Loukio(s) Aurelio(s) wer aa ankh djet <br /> "Lucio Aurelio, grande vita per sempre" |
| Marco Aurelio 161-180 dC (19 anni) | Figlio adottivo di Antonino Pio, co-reggente con Lucio Vero fino al 169 d.C.                  | –                       | – | – | Autokrator Kaisaros Mark(os) Aurelio(s) Antonin(os) Imperatore Cesare Marco Aurelio Antonino | Antonino(i) Antonino                                                                 |
| Commodo 180-192 d.C. (12 anni) | Figlio di Marco Aurelio.                                                                      | –                       | – | – |                                                                                              | Markos Aure(l)ios Komodos Antoninos Marco Aurelio Commodo Antonino                   |
| Agli imperatori romani non dinastici Pertinace e Didio Giuliano, che governarono per due mesi ciascuno tra Commodo e Settimio Severo, non sono stati concessi titoli faraonici nelle fonti egiziane conosciute. |                                                                                               |                         |   |   |                                                                                              |                                                                                      |

### Dinastia severiana (193-235 d.C.)
| Settimio Severo 193-211 d.C. (17 anni, 9 mesi) | Prese il potere con l'appoggio delle legioni pannoniche. | – | – | – | – | Seoueros netikhu Severo Augusto    |
| Caracalla 211-217 d.C. (6 anni) | Figlio di Settimio Severo.                               | – | – | – | – | Antoninos netikhu Antonino Augusto |
| Geta 211 dC (10 mesi) | Figlio di Settimio Severo, co-reggente di Caracalla.     | – | – | – | – | Geta(s) netikhu Geta Augusto       |
| Macrino 217-218 dC (1 anno, 1 mese) | Usurpatore, estraneo alla dinastia severiana.            | – | – | – | – | Makrino(s) netikhu Macrino Augusto |
| Diadumeniano 218 dC (1 mese) | Figlio e co-reggente di Macrino.                         | – | – | – | – | Diadoumenianos Diadumeniano        |
| Agli imperatori severiani Eliogabalo e Alessandro Severo, che governarono rispettivamente per tre e tredici anni dopo Macrino, non sono stati concessi titoli faraonici nelle fonti egiziane conosciute. |                                                          |   |   |   |   |                                    |

### Crisi del terzo secolo (235-284 d.C.)
| Gli imperatori Massimino Trace (235–238 d.C.) Gordiano I e Gordiano II (entrambi 238 d.C.), Pupieno e Balbino (entrambi 238 d.C.) e Gordiano III (238–244 d.C.) non ricevono alcun titolo faraonico nelle fonti egiziane. |                                                    |   |   |   |   |                                   |
| Filippo l'Arabo 244–249 d.C. (5 anni) | Non dinastico.                                     | – | – | – | – | Philippos netikhu Filippo Augusto |
| L'imperatore Filippo II (247–249 d.C.), co-reggente con Filippo l'Arabo, non riceve alcun titolo faraonico nelle fonti egiziane conosciute. |                                                    |   |   |   |   |                                   |
| Decio 249-251 d.C. (2 anni) | Non dinastico, sconfisse e uccise Filippo l'Arabo. | – | – | – | – | Dekios netikhu Decio Augusto      |
| Gli imperatori Erennio Etrusco (251 d.C.), Ostiliano (251 d.C.), Treboniano Gallo (251–253 d.C.), Volusiano (251–253 d.C.) ed Emiliano (253 d.C.) non ricevono alcun titolo faraonico nelle fonti egiziane conosciute. |                                                    |   |   |   |   |                                   |
| Valeriana 253-260 d.C. (7 anni) | Non dinastico.                                     | – | – | – | – | Oualerianos Valeriano             |
| Imperatori Gallieno (253-268 d.C.), Salonino (260 d.C.), Claudio Gotico (268-270 d.C.), Quintillo (270 d.C.), Aureliano (270-275 d.C.), Tacito (275-276 d.C.), Floriano (276 d.C.) ), Probo (276–282 d.C.), Caro (282–283 d.C.), Carinus (283–285 d.C.) e Numeriano (283–284 d.C.) non hanno ricevuto alcun titolo faraonico nelle fonti egiziane conosciute. |                                                    |   |   |   |   |                                   |

| Nome e regno                               | Commenti | Nome di Horus | Horus d'oro | Prenome | Autokrator | Nomen/Kaisaros                                          |
| ------------------------------------------ | --- | ------------- | ----------- | ------- | ---------- | ------------------------------------------------------- |
| Diocleziano 284-305 d.C. (20 anni, 5 mesi) | Proclamato imperatore dopo la morte di Numeriano . Il primo imperatore a dividere l'Impero Romano in Oriente e Occidente. | –             | –           | –       | –          | Diocleziano(o) Diocleziano                              |
| Massimiano 286-305 d.C. (19 anni, 1 mese)  | Nominato imperatore romano d'Occidente da Diocleziano.                                                                    | –             | –           | –       | –          | Maksimiano(i) Massimiano                                |
| Galerio <br /> 305-311 dC (6 anni)         | Erede adottivo di Diocleziano.                                                                                            | –             | –           | –       | –          | Kaisaros Iouio(i) Maksimio(i) Giulio Cesare Massimo     |
| Massimino Daia 311-313 d.C. (2 anni)       | Erede adottivo di Galerio. L'ultimo imperatore romano (e sovrano in generale) a cui fu concesso il titolo di faraone.     | –             | –           | –       | –          | incompleto Kaisaros. . Mak(sim)inos Cesare. . Massimino |